# Cryptus mundus
Cryptus mundus är en stekelart som beskrevs av Léon Abel Provancher 1874. Cryptus mundus ingår i släktet Cryptus och familjen brokparasitsteklar. Inga underarter finns listade i Catalogue of Life.